# 耶稣救主主教座堂 (萨拉戈萨)
耶稣救主主教座堂（西班牙語：Catedral del Salvador）是天主教萨拉戈萨总教区的主教座堂，位于西班牙萨拉戈萨的座堂广场（Plaza de la Seo），在當地通常简称为「座堂」（La Seo），以与附近的圣柱圣母圣殿主教座堂相区别。它是世界遗产阿拉貢的穆德哈爾式建築的一部分。

## 图集

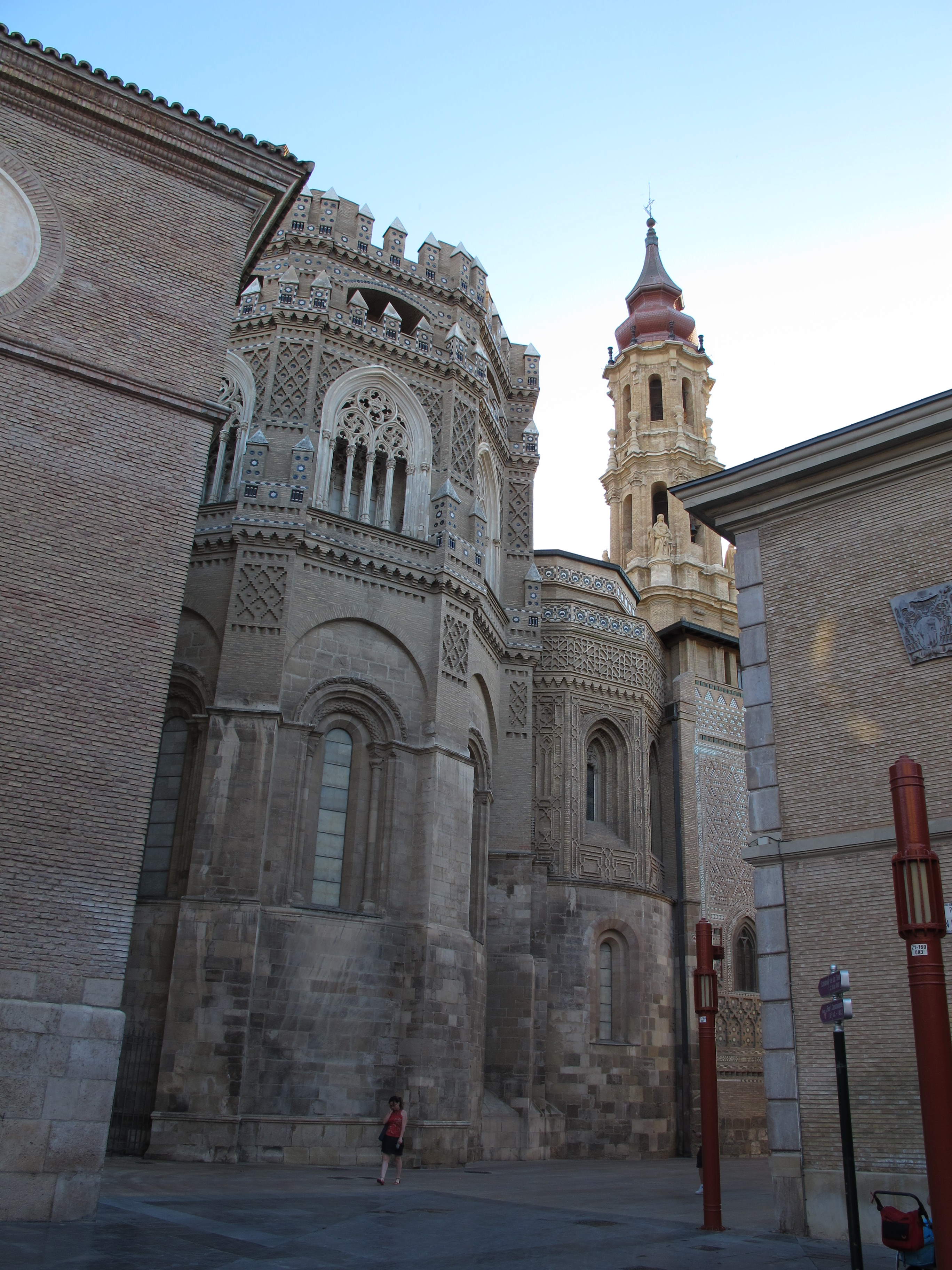
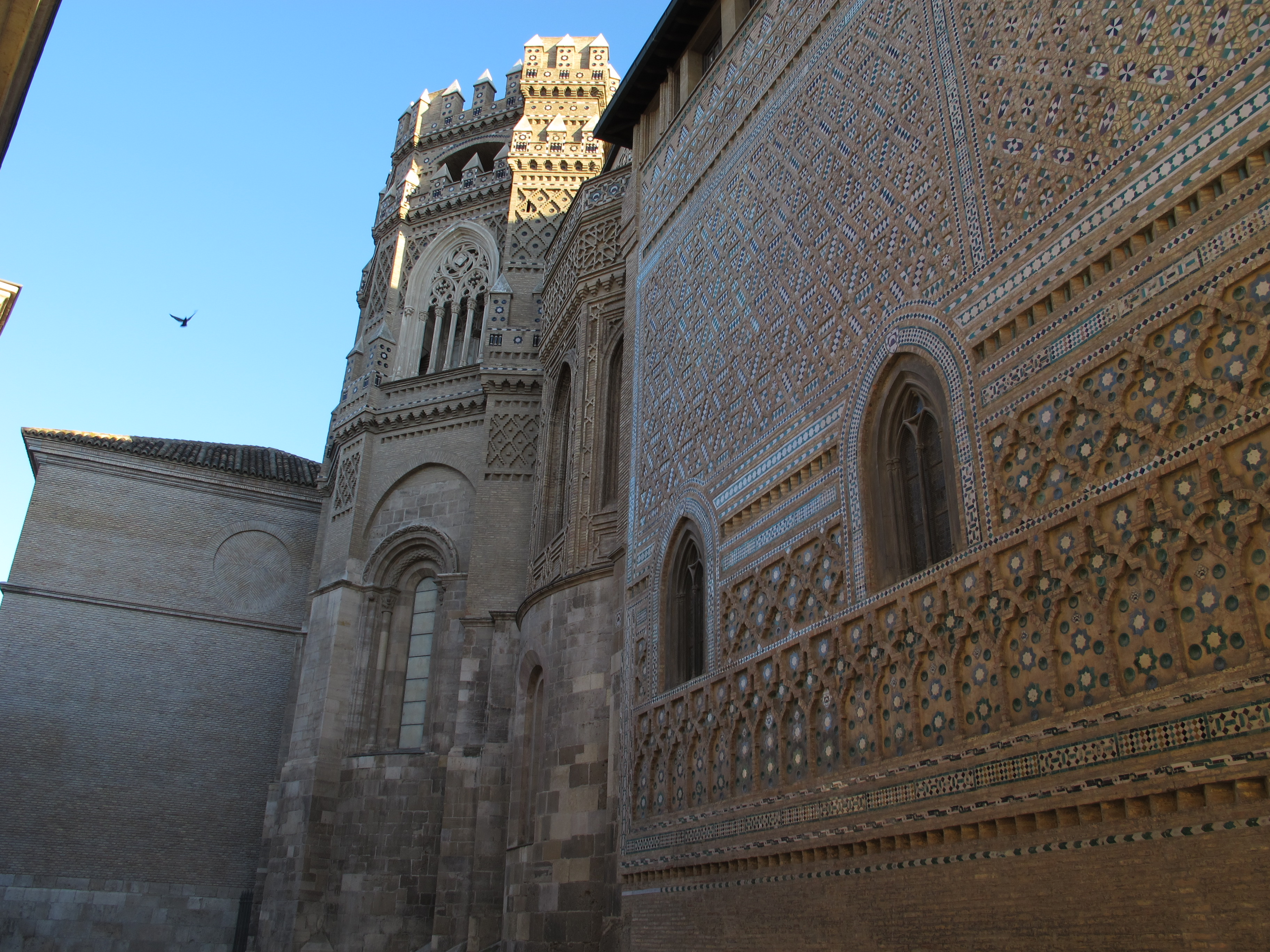
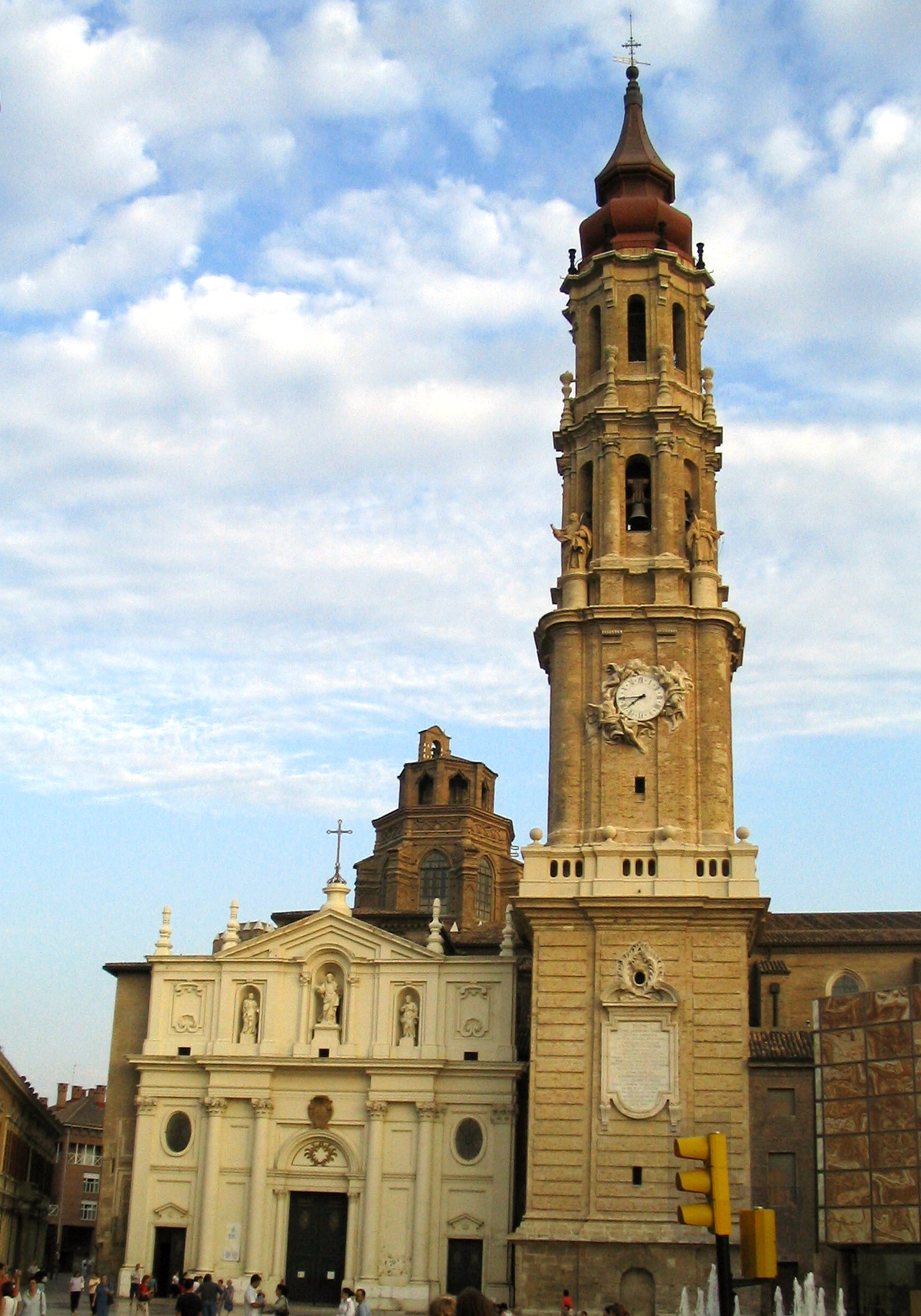
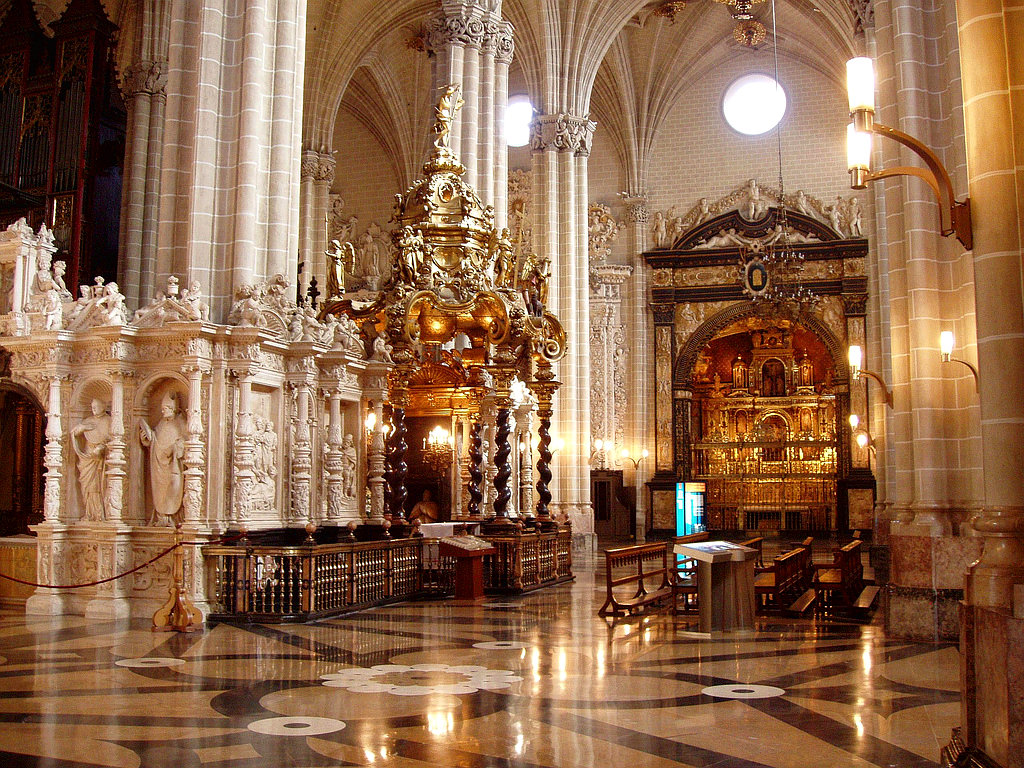